# Блато (област Кюстендил)
Вижте пояснителната страница за други значения на Блато.
Блато е село в Западна България. То се намира в община Бобов дол, област Кюстендил.

## Население
Численост и дял на етническите групи според преброяването на населението през 2011 г.:
|                     | Численост | Дял (в %) |
| Общо                | 30        | 100,00    |
| Българи             | 29        | 96,66     |
| Турци               | 0         | 0,00      |
| Цигани              | 0         | 0,00      |
| Други               | 0         | 0,00      |
| Не се самоопределят | 0         | 0,00      |
| Неотговорили        | 1         | 3,33      |